# General Spezialkräfte
Der General Spezialkräfte ist in der Bundeswehr die Dienststellung des für bestimmte Fragen der Truppenausbildung und -ausrüstung der Spezialkräfte verantwortlichen Offiziers, meist im Dienstgrad eines Brigadegenerals.
Am 17. Oktober 2005 gab der Inspekteur des Heeres Hans-Otto Budde in einem Kommandeurbrief die Neuordnung der Truppengattungen des Heeres bekannt. Im Zuge dieser Neuordnung wurde die Truppengattung der Spezialkräfte und die Bezeichnungen „General Spezialkräfte“ und „Kommandeur KSK“ eingeführt. Die beiden Dienststellungen sind miteinander verbunden bzw. mit demselben Offizier besetzt. Entsprechende Dienststellungen existieren auch für die anderen Truppengattungen des Heeres. Da es sich hierbei um eine Dienststellung handelt, ist es möglich, dass sie temporär von einem Oberst ausgefüllt wird. 